# Dayet El Ferd
Dayet El Ferd è una zona umida di importanza internazionale (Siti Ramsar), protetta dalla convenzione di Ramsar, che si trova nel territorio di Tlemcen, in Algeria. È anche Important Bird and Biodiversity Area.

## Descrizione
Dayet El Ferd è un lago salmastro che si trova su un altopiano steppico nella regione di Tlemcen, a circa 50 chilometri dal capoluogo. Nel periodo di massima estensione, si estende per 127.000 ettari.
Per le sue caratteristiche, è un rifugio per diverse varietà di uccelli (fenicotteri, gru, casarche,folaghe), piccoli animali ed anfibi.